# Ballon, Sarthe

Ballon este o comună în departamentul Sarthe, Franța. În 2009 avea o populație de 1,271 de locuitori.